# Миколаївська друга волость (Вовчанський повіт)
Миколаївська друга волость — адміністративно-територіальна одиниця Вовчанського повіту Харківської губернії.
Найбільше поселення волості станом на 1914 рік:
- слобода Друга Миколаївка — 2618 мешканців.
- слобода Гнилиця — 2023 мешканців.
- слобода Котівка — 3528 мешканців.
- село Друга Гнилиця — 1971 мешканців.

Старшиною волості був Батурлін Андрій Ілларіонович, волосним писарем — Півень Трофим Пантелеймонович, головою волосного суду — Балагура Григорій Олексійович.